# Мінімалізм (музика)
Мінімалізм у музиці — метода композиції на основі найпростіших звуковисотних і ритмічних осередків — «патернів» (взірців).
У ході розгортання твору ці моделі багаторазово повторюються і трохи варіюються. Пік популярності мінімалізму в США припав на другу половину 1960-х рр. і першу половину 1970-х; у Західній Європі та СРСР інтерес до мінімалізму відзначається до кінця 1980-х рр.

## Історія
Термін «minimal» («мінімальна») стосовно музики ймовірно був вперше використаний 1968 року Майклом Найманом, який «вивів рецепт успіху „мінімалістичної музики“ від вистави, представлених Шарлоттою Мурман і Нам Джун Пайка в ICA», що включала виконання «Springen» Геннінг Крістіансен і ряду невстановлених творів. Найман пізніше розширив своє визначення мінімалізму в музиці у виданій 1974 року книзі «Experimental Music: Cage and Beyond». Том Джонсон, один з небагатьох композиторів, які ідентифікують себе мінімалістами, також називає себе першим, хто використав слово як новий музичний критик стосовно The Village Voice. Він описав «мінімалізм» (minimalism) так:

Ідея мінімалізму набагато ширша, ніж багато хто думає. Вона включає в себе, за визначенням, будь-яку музику, яка працює з обмеженими або мінімальними матеріалами: фрагменти, які використовують тільки кілька нот, фрагменти, які використовують тільки декілька слів тексту, або фрагменти, написані для інструментів з дуже обмеженими можливостями, як-от античні цимбали, велосипедні колеса, або віскі окуляри. Вона включає в себе твори, які підтримують один основний електронний гул протягом тривалого часу. Вона включає в себе п'єси, виготовлені виключно з записів річок і струмків. Вона включає в себе п'єси, які утворюють нескінчений цикл. Вона включає в себе твори, що являють собою незмінюваний звук саксофона. Вона включає в себе твори, які протягом дуже тривалого часу переходять поступово від одного виду музики до іншого виду. Вона включає в себе п'єси, які дозволяють всі можливі ноти у межах між до і ре. Вона включає п'єси, які уповільнюють темп до двох або трьох нот в хвилину.
У 1965 році мистецтвознавець Барбара Роуз назвала «Dream Music» Ла Монте Янга, характерно м'яку динаміку Мортона Фелдмана і багато інших композицій, які «більшою чи меншою мірою, в боргу перед Джоном Кейджем» як приклади «мінімалістичного мистецтва», але конкретно не використовувати вираз «minimal music».
Згодом термін «мінімалізм» викликав суперечки. Зокрема було опротестовано сам факт вживання однойменного терміну візуального мистецтва по відношенню до музичного; однак, і скульптура і музика в мінімалізмі використовують певну строгу простоту виразних засобів і неприйняття декоративної деталізації, до того ж багато ранніх концертів мінімалістів відбувалися одночасно в поєднанні з виставками мінімалістичного мистецтва таких майстрів, як Сол Ле Вітт та інших. Деякі композитори, що асоціюються з мінімалістами, відмовляються від цього терміна, зокрема Філіп Ґласс, який заявив, «Це слово має бути викорінене!».

## Характеристика
В основі естетичної концепції мінімалізму — ідея статичного часу, висунута на противагу експресивно-динамічному, психологічному переживання часу, властивому європейської академічної музики Нового часу (приблизно від 1600 до початку XX ст.). Ця концепція закріплена в ряді висловлювань апологетів мінімалізму: «вертикальний час» (Джонатан Крамер), «накопичування» (Т. Райлі), «поступовий процес» (С. Райх), «аддитивність» (Ф. Гласс).
Форма мінімалістського твору зводиться до нанизування функціонально і структурно тотожних розділів. Повтори моделей із незначними змінами і перестановками (так звана «Репетитивність») роблять музику мінімалістів легко сприйманою на слух. Як модель для повторення (англ. pattern) композитор-мінімаліст обирає окремий звук, інтервал, акорд, мотив (коротку мелодійну фразу). Патерни часто варіюються протягом довгого періоду часу.
За словами Річарда Е. Родда, мінімалістична музика «заснована на повторенні повільно змінюваних спільних акордів у сталих ритмах, на які часто нашаровується лірична мелодія, вибудована довгими, аркоподібними, мотивами… [Вона] використовує повторювані мелодичні візерунки, консонантні гармонії, моторні ритми, і навмисне прагнення до слухової краси».
Тімоті Джонсон вважає, що, як стиль, мінімалізм, насамперед, являє собою «безперервну форму, без роз'єднаних ділянок». Прямим наслідком цього є безперервні текстури, що складаються зі взаємопов'язаних ритмічних малюнків та імпульсів. Цей підхід доповнюється використанням яскравих тембрів та імпульсів. Його гармонійні співзвуччя є простими, як правило, діатонічними, що часто складаються із загальновживаних тризвуків та септакордів, чергування яких відбувається дуже повільно. Водночас на відміну Родда, Джонсон вважає особливістю мінімалістичної музики цілковиту відсутність розгорнених мелодійних ліній. Натомість, властивими на його думку є короткі мелодичні сегменти, які виводять організацію, поєднання та індивідуальні характеристики коротких повторюваних ритмічних малюнків на перший план.

Леонард Меєр описував мінімалізм у 1994 році так:
Через відсутність сенсу цілеспрямованої руху, [мінімальна] музика, здається, не рухається від одного місця в інше. У будь-якому музичному сегменті може бути якесь відчуття напрямку, але часто сегменти не можуть привести або передбачити один одного. Вони просто слідують один за одним.
Кайл Ґанн також відзначає, що мінімалізмові бракує «Європейської орієнтації на цілеспрямованість».
Девід Коуп (1997) перераховує такі риси мінімалізму:
- Тиша
- Концептуалізм
- Стислість
- Продовжуваність: повільна зміна одного чи різних параметрів
- Фазова або модельна музика. що включає їх повтори

## Представники напрямку
Композиторами-мінімалістами вважаються американці Т. Райлі (наприклад, «In C»), С. Райх («Piano phase»), Ф.Гласс («Музика в 12 частинах») і Дж. Адамс (в творах 1970-х і 1980-х років, наприклад, «Shaker loops» и «Harmonium»). Мінімалізм знаходять в деяких творах Л. Андріссен («De Staat», 1976; «Гокет», 1977), Дж. Шельси («Чотири п'єс на одну ноту», 1959) і ряду інших великих композиторів XX століття, які використовували техніку спорадично, але не вважаються композиторами-мінімалістами.
В СРСР перші звернення до мінімалізму припадають на кінець 1970-їх років — ряд творів по методу мінімалізму написав В. І. Мартинов («Листок из альбома», 1976; «Passionslieder», 1977; «Come in!», 1985), А. Пярта («Fratres», 1977), М. С. Корндорф та інші. В українській музиці до мінімалізму наприкінці 1980-х — на початку 1990-х зверталися представники харківської композиторської школи — О. Ґуґель, О. Ґрінберґ, О. Щетинський, а також львів'янин О. Козаренко. Принципи мінімалізму рельєфно виявляються у творах Л. Грабовського, (Чотири двоголосі інвенції), В. Власова («Нескінченне» для акордеона й камерного оркестру), М. Ковалінаса («Мудреці» для 3-х піаністів); С. Ярунського («Атавіза» для читця, фортепіано, флейти і віолончелі, «Метафізика» — симфонія № 2 для фортепіано соло), широко — у різних жанрах із доробку В. Сильвестрова. На початку XXI століття риси мінімалізму вбачають у творчості С. Зажитька, З. Алмаші, О. Сєрової, О. Шимка, О. Безбородька.